# 大提琴與點38
《大提琴與點38》（英語：The Cop's Affairs，又名《黑幫輓歌》），是香港亞洲電視公司1991年出品的一部20集電視劇 。講述警察與黑幫之間的感情故事。該劇是呂頌賢和萬綺雯第一次合作，当年的收视率极高。
本劇曾在衛視中文台播映，2003年8月於本港台重播，2011年4月14日至5月3日逢星期一至日清晨時段05:30-06:29及2015年5月5日至5月30日逢星期二至六深夜劇集時段03:30/03:35-04:30於本港台重播，亦曾在2008年7月16日於中國中央電視台懷舊劇場頻道重播；2021年亞洲電視數碼媒體重新發佈本劇。

## 故事梗概
純潔大學生朱藍藍（萬綺雯飾 ）因父親突然病逝，被迫接管父親的偏門生意，幸得忠僕幫助處理內事物，其後藍藍認識督察溫文傑（ 呂頌賢飾 ），兩人互相吸引，共墜愛河，但文傑發現藍藍的身份正是黑幫頭子，內心矛盾不已，只好移情於女檢控官紀敏 ( 劉錦玲飾 ) ，可惜二人性格始終格格不入。藍藍父親的手下程漢陽 ( 林祖輝飾 ) 鍾情於藍藍，但因求愛不遂而因愛成恨。 文傑一方面要對付漢陽，另一方面希望能與藍藍重拾舊愛，進退兩難。

## 演員表

### 溫家
| 演員   | 角色     | 暱稱/關係 |
| -      | 温 牛    | 殉職警官 溫呂啟法之先夫 溫暖、温馨、溫文傑之父 曾逮捕朱少波 |
| 李香琴 | 溫呂啟法 | Madam呂 第一代女警官，退休後曾任電視台藝員經理 温牛之妻 溫暖、温馨、溫文傑之母 不會做飯，不會做家務，狂迷玩GAMEBOY                                                                         |
| -      | 温 姊    | 老大 温牛、溫呂啟法之先長女 溫暖、温馨、溫文傑之姊 曾與紀輝拍拖 已離家出走 |
| 盧希萊 | 温 馨    | 老二 女警，在槍房工作 温牛丶溫呂啟法之女 溫暖、溫文傑之姊 負責溫家的起居飲食 暗戀關懷遠，後為其妻                                                                                          |
| 麥麗紅 | 溫 暖    | 老三 護士 温牛丶溫呂啟法之女 温馨之妹、溫文傑之姊 曾為胡志偉情婦 曾與關懷遠發展 |
| 呂頌賢 | 溫文傑   | 傑仔 温牛丶溫呂啟法之次子，溫家九代單傳 溫暖、温馨之弟 1988年畢業於香港大學 生於警察世家同時亦是警務人員，點38聖手，柔道高手 朱藍藍之男友，後分手，最後復合 紀 敏之男友，後分手 大男人主義 |

### 朱家
| 演員   | 角色   | 暱稱/關係 |
| 簡瑞超 | 朱少波 | 黑幫老大 1954年偷渡到港 朱藍藍之父（已去世）                                                                                         |
| 萬綺雯 | 朱藍藍 | 朱家大小姐 朱少波之女 黑幫家族繼承人 香港大學音樂系學生，擅長演奏大提琴 溫文傑第一任女友，後分手，最後復合 視程漢陽為哥哥 小女人主義 |
| 林祖輝 | 程漢陽 | 朱家義子 為朱家經營偏門生意 喜歡朱藍藍 視溫文傑為情敵                                                                                |

### 紀家
| 演員   | 角色  | 暱稱/關係                                                                               |
| 威 利  | 紀 輝 | 高級警官 紀敏之兄 曾追求溫馨                                                            |
| 劉錦玲 | 紀 敏 | 律政處檢控官 柔道高手 香港大學法律系畢業生 紀輝之妹 溫文傑第二任女友，後分手 大女人主義 |

### 其他演員
- 秦　沛 飾 關懷遠（溫文傑上司；温馨暗戀對像，後為其夫）
- 袁潔儀 飾 Joyce Ma
- 陳耀輝[註 4] 飾 阿  德（警察；客串）
- 黃允財 飾 胡志偉（醫生；與溫  暖外遇）
- 寶佩如 飾 嘉  寶 （夜總會小姐；喜歡程漢陽）
- 韓義生 飾 何  照（朱家社團的叔父）
- 林文偉 飾 李  鏡（朱家社團的叔父）
- 張錦程 飾 Frankie（朱藍藍保鏢）
- 區耀國 飾 Paul（朱藍藍保鏢）
- 陳麗雲 飾 陳好彩（彩姐；朱家傭人）
- 吳聲發 飾 華  仔（電視台藝員）
- 王青河 飾 鄒凱光（光叔；電視台藝員）
- 潘冰嫦 飾 林  太（電視台高層）
- 陳耀輝[註 5] 飾
- 陳獅雄 飾
- 陳秋彤 飾
- 黃狄文 飾
- 黃振輝 飾
- 李其鈞 飾
- 米　奇 飾 Joe（Club 97 Bartender)
- 吳曼麗 飾
- 胡永耀 飾
- 崔潔文 飾
- 萬斯敏 飾
- 李美美 飾
- 劉美儀 飾
- 陳巧儀 飾
- 周兆麟 飾
- 周　弘  飾 電視台藝員
- 劉　準  飾 法  官
- 施　明  飾
- 蔡曉儀  飾 鍾綺莉（電視台藝員）
- 安德尊  飾 主  持
- 黃振輝  飾
- 華忠男  飾 辯方律師
- 計詳龍[註 6]    飾 肥  榮
- 羅樹淇[註 7] 飾 張有衡醫生
- 林華勳[註 8]  飾 導  演/電視台高層
- 陳月茹  飾

## 外景
亞洲電視大樓
惠安苑
華人永遠墳場
曾福琴行
粵華樂器行
香港大學本部大樓
MITSUMINE
想當年古董錶專門店
中國皇宮夜總會
星光珠寶金行
新世界中心（Victoria Dockside、K11 MUSEA及香港瑰麗酒店之前身）
粤海酒店
南方書店
順德公海鮮飯店
柏奇玩具店
Shajey's Pizza Resturant
香港天主教社會傳播處
聽濤村（位於小欖樂濤街9號，劇中朱家的別墅）
雅蘭酒店
畔溪酒家、畔溪海鮮火煱（已結業）
雪廠街都爹利街
城門河敦煌畫舫（現水中天，亞視常用取景地點）
施貝拉餐廳
香港文化中心
梳士巴利道尖沙咀海濱公園、南洋中心
前最高法院
九龍塘廣播道、雅息士道、金巴倫道
立法局大樓 （現終審法院大樓）
市政局百週年紀念花園
聖母醫院
般咸道

## 軼事
- 1991年拍《大提琴與點三八》時，呂頌賢與萬綺雯開始拍拖，那時他們都還是年紀還小，喜歡玩吵架，吵著吵著就分手了，後來又分分合合了幾次，中間大約都有兩三年。
- 呂頌賢與麥景婷拍此劇時已認識，直到1994年拍《碧血青天珍珠旗》時，才開始拍拖，2008年於關島水晶教堂低調舉行婚禮。
- 日後成為萬綺雯丈夫的著名編劇陳十三，在此劇也客串了一個小警察的角色。二人於1999年拍完《我和殭屍有個約會II》之後相戀，並於四個月後到拉斯維加斯結婚。
- 有網民認為2012年播出的無綫電視劇集《護花危情》與本劇設定雷同，有抄襲之嫌，巧合的是兩劇亦有秦沛的參演。

## 劇中的插曲
- 張洪量《你知道我在等你嗎》大提琴演奏
- The Bangles歌曲《Eternal Flame》
- 彭健新 雷安娜歌曲《停不了的愛》
- 巫啓賢歌曲《你是我的唯一》
- The Righteous Brothers歌曲《Unchained Melody》
- 理查·馬克斯歌曲《Right Here Waiting For You》
- Sheila E.歌曲《What'cha Gonna Do》
- Sade歌曲《I Never Thought I'd See the Day》
- 關淑怡歌曲《難得有情人》
- 太極樂隊歌曲《留住我吧》
- Joan Jett & The Blackhearts歌曲《I Hate Myself for Loving You》
- 空中補給歌曲《Even the Nights Are Better》
- 羅伊·奧比森歌曲《Oh, Pretty Woman》
- 許冠傑歌曲《滄海一聲笑》
- 齊秦歌曲《大約在冬季》

## 配樂
- 本劇主題曲《情在一刻》長達數秒的變奏（過場音樂）,以及輕鬆版及慢版變奏。
- 渡辺俊幸《Tanoshii Campus》
- 渡辺俊幸《Tsunoro Fuan》
- 渡辺俊幸《Kokoro no Sasae》
- 渡辺俊幸《Makeru na Eriko》
- 鷺巣詩郎《Orange Mystery》橙路

## 外部連結
- 大提琴與點三八觀後感 （页面存档备份，存于）
- 《大提琴與點38》亞洲電視 （页面存档备份，存于）
- 豆瓣电影上《大提琴與點38》的資料 （简体中文）
- 大提琴與點三八 | The Cop's Affairs | ATV